# طواف سويسرا 1998
طواف سويسرا 1998 (بالإنجليزية: 1998 Tour de Suisse)‏  هو سباق دراجات هوائية، وهو الموسم رقم 62 من السباق، وأقيم خلال الفترة 16 يونيو 1998، وحتى 25 يونيو 1998، وهو من نوع سباق المرحلة.
فاز فيه بالمركز الأول ستيفانو جارزيلي، وبالمركز الثاني بيت زبيرج، وبالمركز الثالث فلاديمير بيل، والفائز في ترتيب التسلق  ستيفانو جارزيلي، والفائز حسب ترتيب النقاط دانييلي دي باولي.

## الفائزون
| الترتيب    | الفائز           |
| ---------- | ---------------- |
| الفائز     | ستيفانو جارزيلي  |
| الثاني     | بيت زبيرج        |
| الثالث     | فلاديمير بيل     |
| حسب النقاط | ستيفانو جارزيلي  |
| تسلق الجبل | دانييلي دي باولي |